# Prunus americana
Prunus americana, hay còn gọi là mận dại Mỹ, mận vàng ngọt, là một loại cây bụi thuộc chi Mận mơ có nguồn gốc từ vùng Bắc Mỹ, được tìm thấy ở các bang Saskatchewan, Québec (Canada), Idaho, New Mexico, Maine và Florida (Hoa Kỳ). Đôi khi nó vẫn được trồng bên ngoài các vùng bản địa của nó.
P. americana thường bị nhầm lẫn với mận Canada (Prunus nigra), mặc dù quả của nó nhỏ và tròn hơn, có màu ửng đỏ so với P. nigra. Nhiều giống mận được trồng có nguồn gốc từ loài này. P. americana thường được ghép với loài Prunus domestica.

## Mô tả
P. americana mọc thành từng bụi lớn, tán rộng, cao khoảng 4 – 5 m. Nó thích nghi với các loại đất thô và không thích hợp với đất mịn. P. americana có thể chịu được giá rét, nhưng lại yếu ớt khi ở trong bóng râm, hoặc khi hạn hán và cháy rừng. P. americana phát triển mạnh mẽ nhất vào mùa xuân và mùa hè, và nở hoa trong mùa xuân. Loài này sinh trưởng nhờ vào hạt giống, nhưng tốc độ phân tán rất chậm.
Rễ nông, lan rộng. Cành đầy gai, có vảy theo thời gian. Lá hình bầu dục, dài khoảng 5 – 10 cm. Mặt trên của lá có màu xanh đậm, bên dưới mướt và nhạt màu hơn. Hoa nhỏ, màu trắng, có 5 cánh, mọc thành cụm hoặc đơn lẻ. Quả hình cầu, đường kính khoảng 2,5 cm, có màu đỏ tía.
P. americana thường lai tự nhiên với loài Prunus angustifolia tạo ra P. × orthosepala Koehne. Nó cũng thường lai giống với các loài khác trong chi Mận mơ, kể cả đào.

## Sử dụng
Mận Mỹ được sử dụng cho cả mục đích trang trí và ẩm thực. Hoa của chúng thường được dùng để trang trí, tô điểm cho sắc xuân. Quả được ăn tươi hoặc chế biến thành mứt, rượu vang. Chim và động vật cũng ưa loại quả này, đặc biệt là hươu nai. Người Navajo sử dụng rễ của P. americana để tạo thuốc nhuộm màu đỏ.
Các trang trại trồng những cây bụi trung bình hoặc cao để chắn gió, hoặc nó được trồng 2 bên đường cao tốc hoặc ven sông. Rễ của chúng rất hữu ích trong việc ổn định đất ven sông.

## Hình ảnh
- Bụi cây Prunus americana
- Trái của Prunus americana
- Hoa của Prunus americana